# Bluthalsschnellkäfer
Der Bluthalsschnellkäfer (Ischnodes sanguinicollis) ist ein Käfer aus der Familie der Schnellkäfer (Elateridae).

## Merkmale
Die Länge des Bluthalsschnellkäfers beträgt acht bis zehn Millimeter. Die Käfer sind dämmerungsaktiv und treten von Mai bis Juli auf.
Die Larven entwickeln sich ebenso wie diejenigen des Veilchenblauen Wurzelhalsschnellkäfers (Limoniscus violaceus) in Mulmhöhlen mit Bodenkontakt alter Laubbäume, sind aber toleranter gegenüber Staunässe und Sauerstoffarmut als diejenigen des Veilchenblauen Wurzelhalsschnellkäfers. Die Larven überwintern im Baum.

## Verbreitung
Das Vorkommen ist an alte Bäume gebunden. Die Art kommt paläarktisch vor, von Schweden bis Japan, in der Ukraine zum Beispiel an der Westseite der Karpaten, in England im Südosten.

## Gefährdung und Schutz
Die International Union for Conservation of Nature and Natural Resources (IUCN) schätzte 2009 den Bestand als gefährdet („vulnerable“) ein und abnehmend, da das Vorkommen an vermoderndes Kernholz gebunden ist, welches bei intensiver werdender Waldnutzung seltener zugelassen wird.